# Districte de Calais

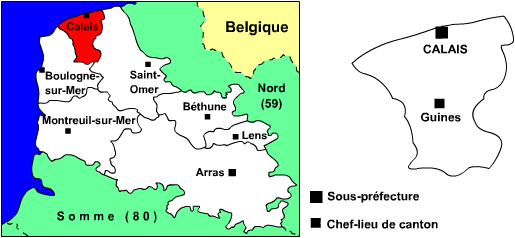
Localització del Districte de Calais

El Districte de Calais és un dels 7 districtes amb què es divideix el departament francès del Pas de Calais, a la regió dels Alts de França. Té 5 cantons i 28 municipis i el cap del districte és la sotsprefectura de Calais.

## Cantons
cantó de Calais-Centre - cantó de Calais-Est - cantó de Calais-Nord-Oest - cantó de Calais-Sud-Est - cantó de Guînes